# Långmyrtjärnen (Åsele socken, Lappland)
Långmyrtjärnen är en sjö i Åsele kommun i Lappland och ingår i Ångermanälvens huvudavrinningsområde.